# Johann Ludwig Engel
Johann Ludwig Engel (* 18. April 1699 in Grabow; † 8. Februar 1758 in Rostock) war ein deutscher Hochschullehrer.

## Leben
Johann Ludwig Engel war ein Sohn des Grabower Pastors Stephan Engel (1664–1710) und dessen Frau Juliane Margarethe, geb. Suckow (1673–1734). Nach Besuch der Stadtschule Grabow, der Domschule Schwerin und der Johannisschule Lüneburg begann er im Mai 1718 ein Theologiestudium an der Universität Rostock.
Während einer Vertretung seines in Grabow als Pastor tätigen Schwagers Zacharias Becker, Bruder des Rostocker Mathematikers und Theologen Peter Becker, traten gesundheitliche Probleme auf, die ihn veranlassten, das geistliche Amt aufzugeben. Zur weiteren akademischen Ausbildung ging er daraufhin von 1734 bis 1736 nach Wittenberg und Halle. In Wittenberg wurde er bereits 1734 zum Magister lib. art. promoviert. 1736 wurde er durch den Herzog Karl Leopold (Mecklenburg) an der Philosophischen Fakultät in Rostock zum herzoglichen ordentlichen Professor der Logik ernannt. Diese Professur war zuvor nach Franz Albert Aepinus Wechsel 1721 für 15 Jahre unbesetzt geblieben. Zwischen 1737 und 1755 war Engel siebenmal Dekan der Fakultät, 1738 Rektor, 1746 bis 1748 dreimal Prokanzler und zudem 1737 bis 1742 Bibliothekar der Akademischen Bibliothek. 
Johann Ludwig Engel verstarb 1758 unverheiratet. Seine Professur erhielt Wenceslaus Johann Gustav Karsten. Ein Neffe Engels war der Schriftsteller, Theaterdirektor und Philosoph Johann Jakob Engel (1741–1802).